# Milltown Cross
Pour les articles homonymes, voir Milltown.
Milltown Cross est une communauté du Canada située dans le comté de Kings, sur l'Île-du-Prince-Édouard. Elle se trouve au sud-est de Montague.